# Takahiro Yamada
Takahiro Yamada (山田 隆裕 Yamada Takahiro?,  nacido el 29 de abril de 1971 en Takatsuki, Osaka) es un exfutbolista japonés que se desempeñaba como centrocampista.
En 1994, Yamada jugó para la Selección de fútbol de Japón. Fue elegido para integrar la selección nacional de Japón para los Copa Asiática 1992.

## Trayectoria

### Clubes
| Club               | País  | Año         |
| ------------------ | ----- | ----------- |
| Yokohama Marinos   | Japón | 1991 - 1997 |
| Kyoto Purple Sanga | Japón | 1998        |
| Verdy Kawasaki     | Japón | 1999        |
| Vegalta Sendai     | Japón | 2000 - 2003 |

### Selección nacional
| Selección | País  | Año  |
| --------- | ----- | ---- |
| Absoluta  | Japón | 1994 |

## Estadística de equipo nacional
| Selección de Japón | Selección de Japón | Selección de Japón |
| Año                | Part.              | Goles              |
| ------------------ | ------------------ | ------------------ |
| 1994               | 1                  | 0                  |
| Total              | 1                  | 0                  |

## Palmarés

### Títulos nacionales
| Título             | Club             | País  | Año  |
| ------------------ | ---------------- | ----- | ---- |
| Copa del Emperador | Nissan Motors    | Japón | 1991 |
| Copa del Emperador | Yokohama Marinos | Japón | 1992 |
| J1 League          | Yokohama Marinos | Japón | 1995 |